# Bodella
Bodella – wieś w Anglii, w Kornwalii. Leży 54 km na północny wschód od miasta Penzance i 358 km na zachód od Londynu.